# Kairi Sane
Kaori Housako (jap. 宝迫 香織 Hōsako Kaori, ur. 23 września 1988 w Hikari) – japońska wrestlerka i aktorka. Występuje w amerykańskiej federacji World Wrestling Entertainment (WWE).

## Życie osobiste
Kaori Housako urodziła się 23 września 1988 roku w Hikari w prefekturze Yamaguchi w Japonii. Startowała w zawodach międzyuczelnianych i krajowych w żeglarstwie. Jej niespełnionym marzeniem był udział w igrzyskach olimpijskich w tej dyscyplinie. Po ukończeniu Uniwersytetu Hosei i uzyskaniu tytułu licencjata z literatury japońskiej, Housako rozpoczęła karierę aktorską. Jej występ w teatrze, w którym wcieliła się w rolę czarnego charakteru w wrestlingu, oglądała Fuka Kakimoto, generalna menadżerka World Wonder Ring Stardom, która zaprosiła ją na jedną z gal federacji. Housako polubiła aspekt łączenia aktorstwa ze sportem w wrestlingu i sama zdecydowała się zostać wrestlerką. W lutym 2020 wyszła za mąż.

## Kariera wrestlerki
Od 2012 do 2017 roku walczyła w japońskiej organizacji World Wonder Ring Stardom pod pseudonimem Kairi Hojo (宝城 カイリ, Hōjō Kairi). Pamiętając o swoim zamiłowaniu do żeglarstwa, odgrywała postać „Księżniczki Piratów”. Została jednokrotną mistrzynią World of Stardom, jednokrotną mistrzynią Wonder of Stardom, trzykrotną mistrzynią Goddess of Stardom i pięciokrotną mistrzynią Artist of Stardom. Wygrała także turnieje 5★Star GP 2015 i Goddesses of Stardom Tag League (2016).
W 2017 roku podpisała kontrakt z WWE, gdzie przyjęła pseudonim ringowy Kairi Sane. W tym samym roku wygrała inauguracyjny turniej Mae Young Classic, a następnie została przydzielona do brandu NXT. W 2018 roku zdobyła mistrzostwo kobiet NXT oraz nagrody NXT dla zawodniczki roku i zawodnika roku (bez względu na płeć). W 2019 roku zadebiutowała w głównym rosterze WWE, gdzie została jednokrotną i najdłużej panującą mistrzynią WWE Women’s Tag Team wraz z Asuką w drużynie o nazwie The Kabuki Warriors. Wspólnie otrzymały także nagrodę WWE na koniec roku 2019 w kategorii Women’s Tag Team of the Year. W 2020 roku wróciła do Japonii, gdzie pracowała jako ambasador WWE do lutego 2022 roku, kiedy wygasł jej kontrakt.
W lutym 2022 roku wróciła do World Wonder Ring Stardom i występowała pod pseudonimem Kairi (pisane wielkimi literami). Występowała także w New Japan Pro-Wrestling (NJPW), gdzie była jednokrotną i inauguracyjną mistrzynią kobiet IWGP. Została wolnym agentem w marcu 2023 roku, po czym wróciła do WWE w listopadzie tego roku na gali Crown Jewel. Kilka dni później dołączyła do drużyny Damage CTRL, występując 
w brandzie SmackDown.

## Tytuły mistrzowskie i osiągnięcia
- Kairi Sane w stroju „Księżniczki Piratów”New Japan Pro-Wrestling

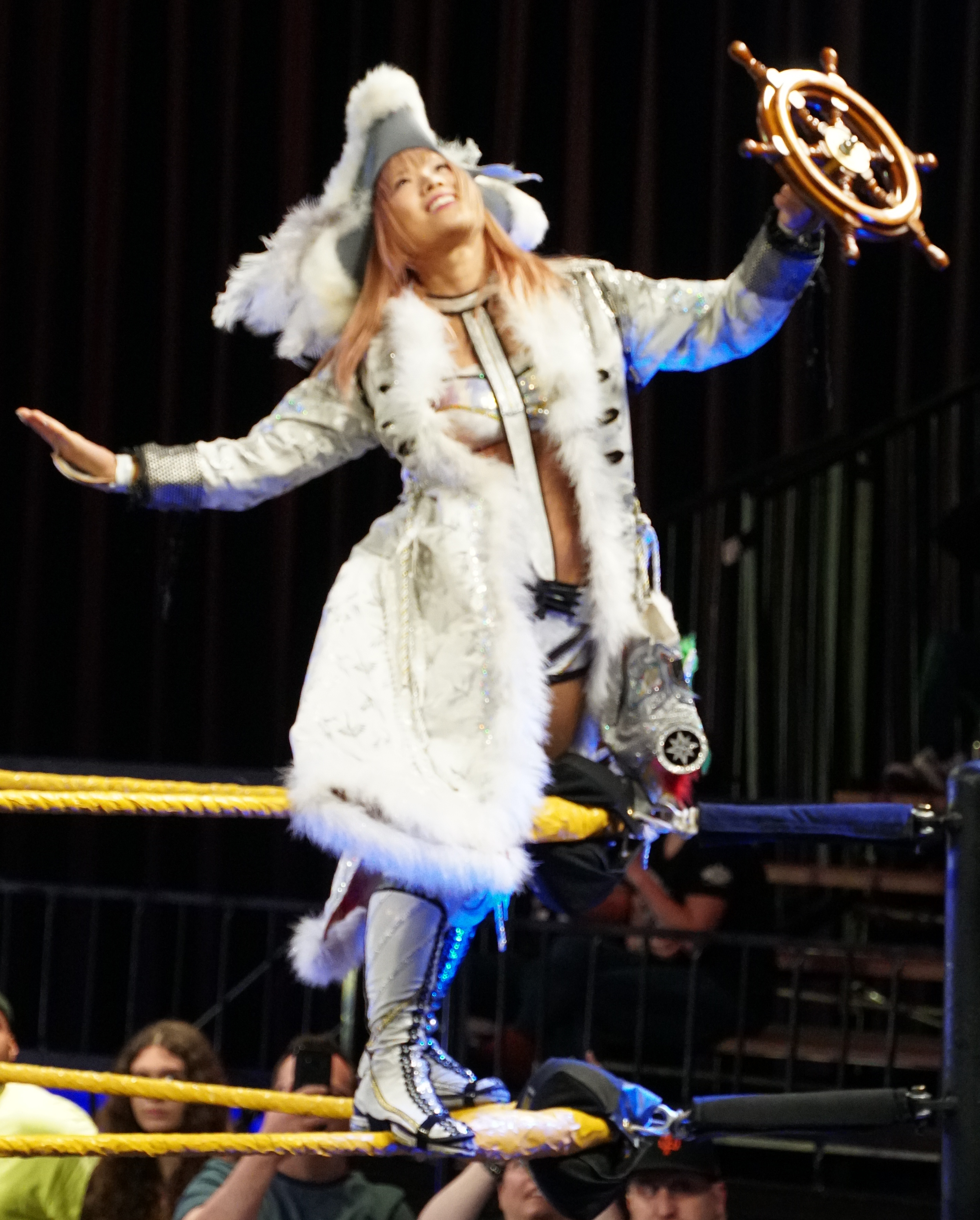
Kairi Sane w stroju „Księżniczki Piratów”

  - IWGP Women’s Championship (1 raz)
  - IWGP Women’s Championship Tournament (2022)[7]
- Pro Wrestling Illustrated
  - PWI umieścił ją na 10. miejscu rankingu Top 50/Top 100 wrestlerek w 2017 i 2018 roku[22]
  - PWI umieściło ją na 9. miejscu rankingu Top 50 tag teamów w 2020 roku z Asuką[23]
- Sports Illustrated
  - SI umieścił ją na 8. miejscu rankingu Top 10 wrestlerek w 2018 roku – ex aequo z Shayną Bashler[24]
- World Wonder Ring Stardom
  - Artist of Stardom Championship (5 razy) – z Kaori Yoneyamą i Yuhi (1), Chelsea i Kogumą (1), Io Shirai i Mayu Iwatani (1), Hiromi Mimurą i Konami (1) i Natsupoi i Saori Anou (1)[6]
  - Goddess of Stardom Championship (3 razy) – z Natsumi Showzuki (1), Nanae Takahashi (1) i Yoko Bito (1)[6]
  - Wonder of Stardom Championship (1 raz)
  - World of Stardom Championship (1 raz)
  - Goddesses of Stardom Tag League (2016) – z Yoko Bito[7]
  - World of Stardom Championship Tournament (2015)[7]
  - 5★Star GP (2015)
  - 5★Star GP Award (2 razy)
    - 5★Star GP Best Match Award (2014) przeciwko Nanae Takahashi (24 sierpnia)[25]
    - 5★Star GP Best Match Award (2016) przeciwko Io Shirai (3 września)[25]

  - Stardom Year-End Awards (7 razy)
    - Best Match Award (2014) z Nanae Takahashi przeciwko Risie Serze i Takumi Iroha (23 grudnia)[26]
    - Best Tag Team Award (2014) z Nanae Takahashi[27]
    - Best Tag Team Award (2016) z Yoko Bito[27]
    - Best Technique Award (2016)[28]
    - MVP Award (2015)[29]
    - Outstanding Performance Award (2013, 2015)[30]
- WWE
  - NXT Women’s Championship (1 raz)
  - WWE Women’s Tag Team Championship (1 raz) – z Asuką
  - Mae Young Classic (2017)
  - NXT Year-End Award (2 razy)
    - Female Competitor of the Year (2018)
    - Overall Competitor of the Year (2018)

  - WWE Year-End Award (1 raz)
    - Women’s Tag Team of the Year (2019) – z Asuką